# SMA連接器
SMA連接器是一種於20世紀60年代推出的半精密同軸射頻連接器，也是最小的螺旋式同軸電纜連接器。SMA連接器被廣泛於微波系統、對講機和移動電話的天線，現在也用於 USB軟體定義無線電加密狗和射電天文學領域（尤其是較高頻率如5GHz）。標準型SMA連接器阻抗為50 Ω，初期被設計用於直流電到12 GHz，後續也有工作在18 GHz和26.5 GHz的版本。SMA有機械上兼容的連接器，如K型連接器。

## 連接器設計
SMA連接器採用螺紋設計，接口符合MIL-STD-348標準，長0.25英吋，每英吋36圈螺紋，公頭配備5/16英吋的六角螺母，可使用與#6 SAE六角螺母相同的扳手。
SMA連接器有「標準極性」（standard-polarity）和「反極性」（見反極性一章）兩種。其中標準極性SMA公頭有0.9 mm直徑的中心針和內螺紋筒，母頭有中心針槽和外螺紋筒。中心針直徑與RG402同軸電纜的中心導體相同。SMA連接器的公母性由內部的導體結構來定義。SMA連接器採用聚四氟乙烯（PTFE）作為介電材料，介電材料在接合面上與對接頭接觸。由於連接次數有限，加上製造誤差對影響阻抗的一致性的影響，並不適合於計量學用途。
SMA連接器的設計對接壽命一般為500次。為達到此標準，連接時必須使用恰當的力矩，建議使用5/16英吋的力矩扳手。黃銅材質連接器的建議力矩為3–5 in·lbf（0.3–0.6N·m），不鏽鋼材質則為7–10 in·lbf（0.8–1.1N·m）。部分連接器在電纜端亦有扳手平面，以便在鎖緊時使用第二把扳手固定電纜端，避免旋轉造成接點或焊接處損壞。
SMA連接器不能與標準家用75Ω的F型連接器混淆，二者如要連接，必須使用轉換器。此外每次對接前，建議使用壓縮空氣或氣體除塵器清潔連接器內部，以去除異物或灰塵，確保接觸品質與連接穩定性。

## 變體

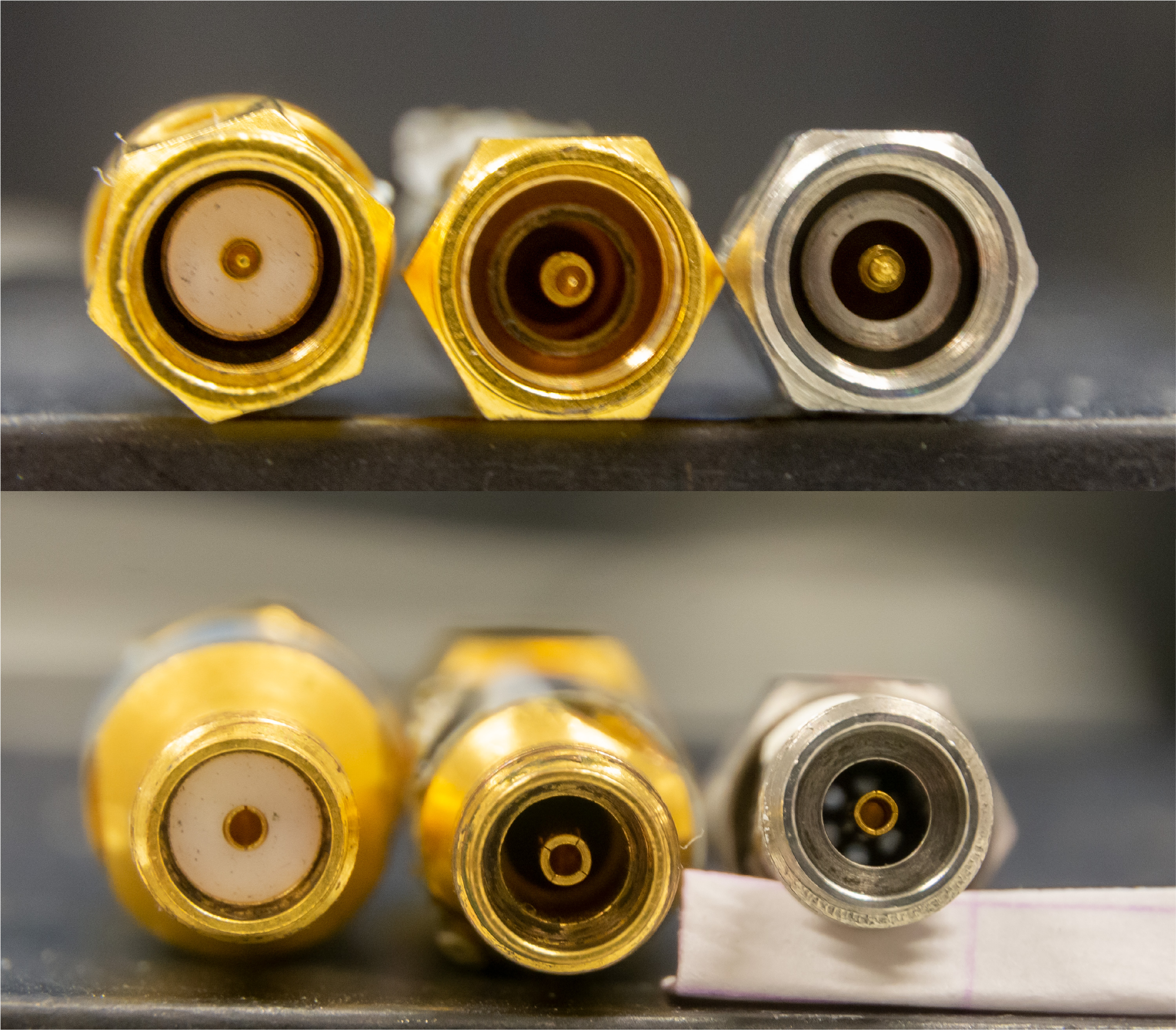
SMA（左），3.5 mm（中），2.92 mm（右）連接器. 上：公頭，下：母頭。左側的SMA連接器有介電材料，右側兩個無。

SMA連接器工作頻率一般從直流到18 GHZ，但有26.5 GHZ的專有版本。為了更高性能，可用其他的類SMA連接器，如34 GHz的3.5 mm連接器和46 GHz的2.92 mm（即K型或SMK）連接器。這些連接器的外螺紋與SMA一致，因此可以相互連接，但精密連接器與低檔SMA連接器連接時容易損壞，精密版本使用空氣電介質和適當的中心導體。
超过46 GHz 时，可以使用2.4 mm（T 型）、1.85 mm（V 型）和1.0 mm（W 型）连接器。这些连接器類似於SMA ，但尺寸和比例不兼容，并且采用公制螺纹以防意外連接。（但2.4 mm和1.85 mm连接器相互兼容。）这些连接器分别可在50、65 和 110 GHz下实现无模式限制（mode-free）操作。

## 反極性

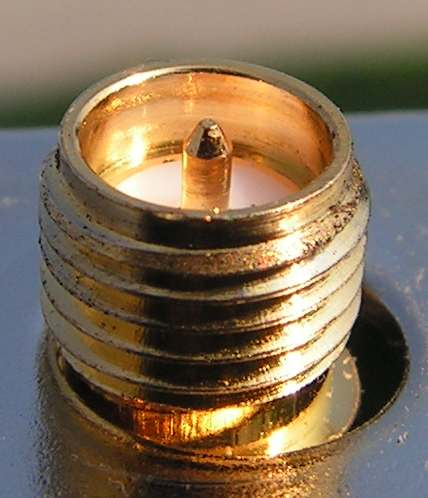
圖2 母頭反極性SMA帶母頭外身和內針；反極性公頭與之類似，帶公頭外身和針槽

反极性 SMA（RP-SMA 或 RSMA）是SMA连接器规范的一种变体，通過把針替換成針槽或把針槽替換為針，反转了接口的极性，如图1和图2所示。
|        | 中心針          | 中心針槽        |
| ------ | --------------- | --------------- |
| 內螺紋 | SMA公頭/插頭    | RP-SMA公頭/插頭 |
| 外螺紋 | RP-SMA母頭/插孔 | SMA母頭/插孔    |

## 外部鏈接
- RF Connector Information by WA1MBA
- What material are the made of SMA connectors